# Statek wielozadaniowy
Statek wielozadaniowy, wielozadaniowiec – statek towarowy przeznaczony do przewozu bardzo zróżnicowanych ładunków. Konstrukcja tego typu jednostki jest przystosowana do przewozu ładunków drobnicowych i masowych, ciężkich wyrobów stalowych, kontenerów, pojazdów mechanicznych, a nierzadko równocześnie do transportu drewna, pakietów celulozy oraz bel papieru (zapewnia specjalne warunki w trakcie załadunku i przewozu).